# 1800 na arte

## Eventos
- Início da Aula Régia de Desenho e Figura no Rio de Janeiro.

## Nascimentos
| Data           | Nome                 | Profissão                                                         | Nacionalidade                 | Observações | Ref |
| -------------- | -------------------- | ----------------------------------------------------------------- | ----------------------------- | ----------- | --- |
| 3 de fevereiro | Francis Alexander    | pintor retratista                                                 | Estados Unidos                | m. 1880     |     |
| 6 de fevereiro | Achille Devéria      | pintor e litógrafo                                                | França                        | m. 1857     |     |
| 9 de fevereiro | Joseph von Führich   | pintor                                                            | Império de Habsburgo (Boémia) | m. 1876     |     |
| ??             | José Rodrigues Nunes | pintor, professor, decorador, restaurador, cenógrafo e encarnador | Brasil Colônia                | m. 1881     |     |

## Mortes
| Data | Nome | Profissão | Nacionalidade | Observações | Ref |
| ---- | ---- | --------- | ------------- | ----------- | --- |